# نوح بن محمد الحبشي
نوح بن محمد الحبشي أو كما يعرف الحبيب نوح (1202 - 1283 هـ) مسلم صوفي من أكثر الشخصيات تأثيرا وشهرة في المجتمع المسلم بسنغافورة. هاجر مع عائلته إلى جنوب شرق آسيا، واستقر أخيرا في سنغافورة. كان معروفا بتعاطفه مع الفقراء والمحتاجين وتقديم المساعدة لهم. ويُنظر إليه على أنه درويش فقير يتمتع بكرامات عديدة.

## نسبه
نوح بن محمد بن أحمد بن عيدروس بن هادي بن عيدروس بن هادي بن أحمد صاحب الشعب بن محمد بن علوي بن أبي بكر الحبشي بن علي بن أحمد بن محمد أسد الله بن حسن الترابي بن علي بن الفقيه المقدم محمد بن علي بن محمد صاحب مرباط بن علي خالع قسم بن علوي بن محمد بن علوي بن عبيد الله بن أحمد المهاجر بن عيسى بن محمد النقيب بن علي العريضي بن جعفر الصادق بن محمد الباقر بن علي زين العابدين بن الحسين السبط بن علي بن أبي طالب، وعلي زوج فاطمة بنت محمد ﷺ.
فهو الحفيد 32 لرسول الله محمد ﷺ في سلسلة نسبه.

## مولده ونشأته
ولد سنة 1202 هـ/ 1788 م على ظهر سفينة بحرية متجهة من حضرموت إلى شبه الجزيرة الماليزية، ووالدته بهية بنت عقيل بن يحيى. وسمي "نوح" تيمنًا بالنبي نوح الذي أنجاه الله من الطوفان وهو على سفينة. وصل مع عائلته إلى منطقة بينانغ، ثم عمل والده لدى الحكومة البريطانية، وكانت له أعمال خير للمحتاجين، وبعد وفاته أصبح قبره مزارا للناس. بعدها انتقلت عائلته للعيش في ولاية قدح لفترة من الزمان. وفي عام 1234 هـ/ 1819 م ذهب إلى سنغافورة بدعوى من الشيخ سالم بن عبد الله بن سمير وأمضى بقية عمره هناك.

## تأثيره المجتمعي
كانت شخصية الحبيب نوح مؤثرة في مجتمعه. فقد اهتم بشؤون الناس وقضاء حاجاتهم، إضافة إلى حسن معاملته للأطفال وخاصة الأيتام، وغالبا ما كان يعطيهم المال والحلويات. وكان يأخذ من الصّرافين أي شيء يريده، ثم يقوم بعد ذلك بتوزيعه بشكل متواصل على الفقراء والمحتاجين من أبناء وطنه. حتى أنه كان يسرق من الدكاكين، والتي اعتقل بسببها، لإطعام الأطفال والفقراء. وكان يستخدم جميع عربات النقل التي تجرها الفرسان دون مقابل. ولم يكن يجرؤ سائقو تلك العربات على طلب أجور النقل بسبب الرهبة التي يثيرها في نفوسهم.
لم يكن النظام البريطاني الذي كان يسيطر على سنغافورة من عهد السير ستامفورد رافلس في يوم من الأيام راضيا عن ما يعمله الحبيب نوح. فقد قام النظام بعدة محاولات لوضعه تحت سيطرة الحكومة والإنصات لأوامرها. لكن تلك المحاولات باءت بالفشل واستمر في سلوكه وظل مشغولا بمساعدة قطاعات الشعب التي تعاني الفقر. ففي مرة من المرات كان حاكم سنغافورة السير جون كرافرد [الإنجليزية] ممتطيا فرسه يسير، فرأى الحبيب نوح في خط الطريق، وفي باله أن ذلك الرجل مجنون، فأراد أن يوقفه متوقعا أن يخر راكعا أمامه. لكن الفرس أخذ في الدوران ثم برك على الأرض وألقى بكرافرد أرضا رغم أنه عرف كفارس ممتاز. أما الحبيب نوح فقد واصل سيره غير آبه بما حدث. حاول كرافرد أن يروض فرسه عدة مرات إلا أن الفرس لم يطعه وظل باركا في محله. ثم أشار إليه مجموعة من مساعديه أن يتوجه إلى الحبيب نوح ويطلب منه العفو والمسامحة، لكي ينهض فرسه مرة أخرى. بعد تردد أسرع كرافرد ملاحقا الحبيب نوح ليعرب عن أسفه. وعندما عاد إلى مكان الحادث وجد أن الفرس قد نهض.
كانت السلطات البريطانية تسعى بانتظام للحد من تأثير الحبيب نوح الذي اعتبرته تهديدا لها، وحاولت مرات عدة ومناسبات مختلفة الإلقاء به في السجن تحت مزاعم لم تتعد كونها شتائم بألفاظ نابية. وعندما ينجحون في اعتقاله يجدونه في اليوم الثاني يتجول في الشوارع يقدم الطعام والشراب للمحتاجين ولا يعلمون كيف خرج. وتكرر وقوع مثل هذا الأمر إلى درجة أن النظام الاستعماري عجز عن فعل شيء واتخذ قرارا بعدم اعتقال الحبيب نوح مرة أخرى لمعرفتهم بعدم جدوى ذلك. ومع مرور الوقت دفع تكرار تلك الحوادث مجموعة من موظفي الإدارة الاستعمارية إلى اعتناق الإسلام.

## وفاته
توفي بسنغافورة في منطقة تلوق بلانقا [الإنجليزية] في الرابع عشر من شهر ربيع الأول سنة 1283 هـ الموافق للسابع والعشرين من شهر يوليو سنة 1866 م. ثم نقل جثمانه ودفن أعلى جبل بالمر على حسب وصيته وبنى ضريحه فاعل خير اسمه محمد بن أحمد السقاف. وبُني بجواره في وقت لاحق مسجد الحاج محمد صالح [الإنجليزية]. ويعد مقامه من أكثر المزارات قدسية عند المسلمين في سنغافورة. وتقام له حولية إلى اليوم يأتيها الزوار بالآلاف وبعضهم يحضر من دول مجاورة.

## روابط خارجية
- Grand Saint of Singapore: The Life of Habib Nuh bin Muhammad Al-Habshi - Wardah Books.